# 5. marinski polk (ZDA)
Za druge 5. polke glejte 5. polk.
5. marinski polk (angleško 5th Marine Regiment) je marinski polk Korpusa mornariške pehote ZDA.
Je najbolj odlikovani polk v zgodovini Korpusa. Trenutno je v sestavi 1. marinske divizije in I. marinske ekspedicijske sile.

## Organizacija
- Štabna četa
- 1. bataljon 5. marinskega polka
- 2. bataljon 5. marinskega polka
- 3. bataljon 5. marinskega polka
- 2. bataljon 4. marinskega polka